# Alligatori nelle fogne

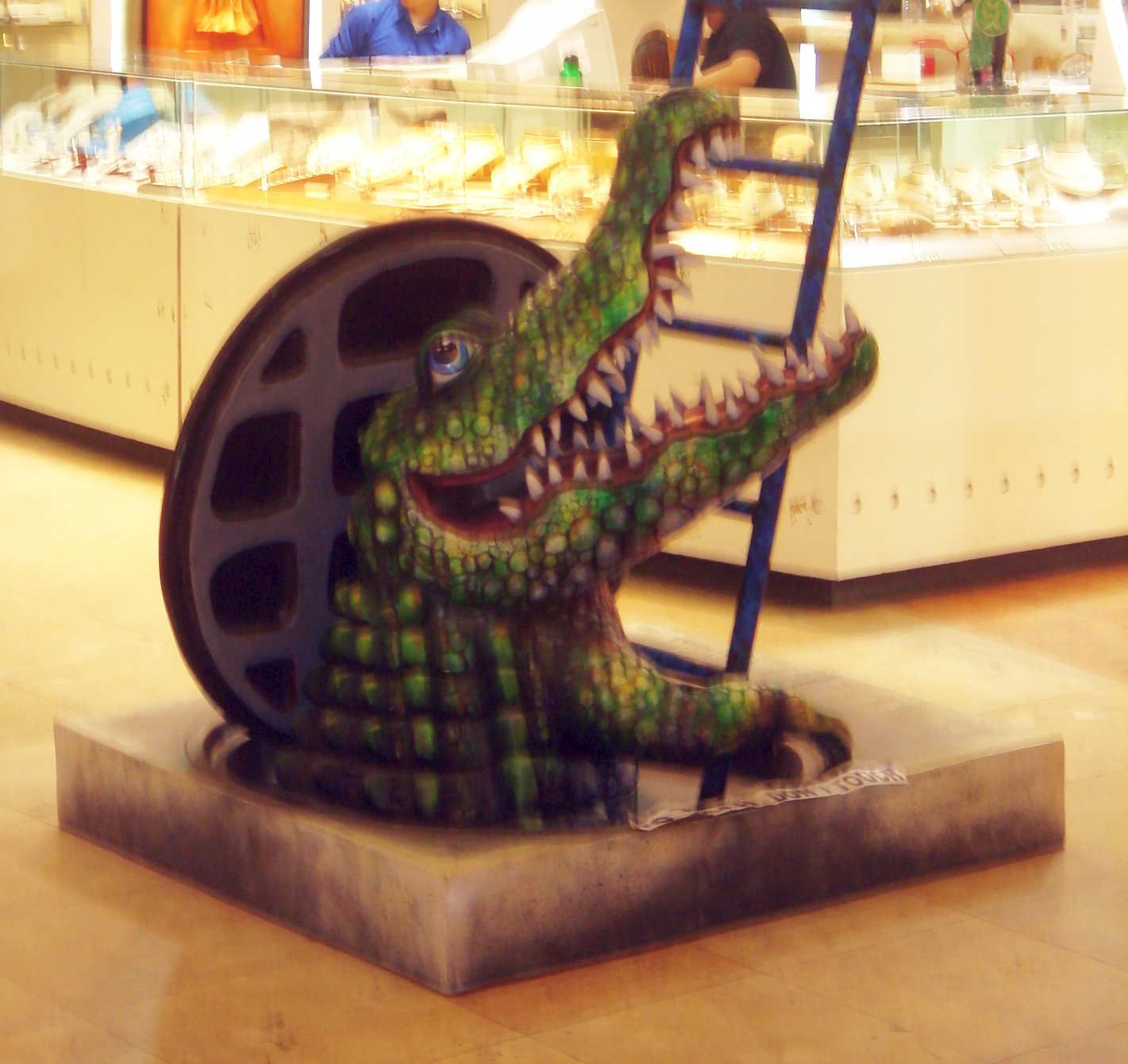
Una raffigurazione di un alligatore che esce dal tombino di una fogna in un centro commerciale.

La presenza di alligatori nelle fogne delle metropoli, in particolare di New York, è una leggenda metropolitana tipicamente nordamericana diffusasi a partire dagli anni 1920. Secondo i sostenitori di questa leggenda, che si rifanno a supposte prove e testimonianze, sarebbero presenti comunità di alligatori e rettili simili negli impianti fognari di diverse metropoli, perfino nell'antichità a Costantinopoli.

## Storia
Nel febbraio 1935 fu segnalato un grande coccodrillo in una fogna di New York. Un gruppo di adolescenti stava spalando la neve caduta su un canale fognario quando trovò un coccodrillo, dalla presunta lunghezza di 2,1 m che era rimasto incastrato nel ghiaccio e nella neve. Dopo che alcuni componenti del gruppo liberarono il rettile dal ghiaccio, il coccodrillo ne avrebbe morso uno. Soccorrendo il compagno in pericolo, gli altri avrebbero ucciso l'animale con i badili da neve.
Secondo un rapporto successivo, il coccodrillo sarebbe scappato da una nave che viaggiava nelle Everglades quindi, nuotando nel fiume Harlem per 137 miglia, sarebbe stato costretto a rifugiarsi nei condotti fognari a causa di una tempesta.

### Versione burocratica
Il sovrintendente delle fogne Teddy May si è più volte pronunciato sui presunti avvistamenti e soprattutto sulla teoria, che qualcuno aveva avanzato, secondo cui i coccodrilli si stavano riproducendo a dismisura sotto la città. May, convinto che i suoi dipendenti prendessero le storie troppo superficialmente, esaminò gli avvistamenti ritenuti più credibili, convinto che alcool, droga ed altre cause simili avessero giocato il loro ruolo sulle leggende. Dopo alcune ispezioni disse di aver visto numerosi coccodrilli, il più grande dei quali era lungo solo 61 cm, che vivevano all'interno dei tubi delle reti fognarie della città.

## Versione comune della leggenda
A seguito degli avvistamenti di coccodrilli a partire dal 1930, la storia è divenuta sempre più verosimile. Si è comunque dubitato della relazione di Teddy May, ipotizzando che si fosse ispirato a qualche romanzo. La storia riguardante la Sewer Gator è da molti ritenuta veritiera, ma con il passare del tempo se ne sono sviluppate numerose versioni.

### Dalla Florida a New York
Secondo la versione originale, le famiglie benestanti che tornavano a New York dalle vacanze in Florida riportavano con sé i propri coccodrilli, ancora cuccioli, per fare compagnia ai loro figli. Con il passare del tempo i piccoli di coccodrillo sarebbero cresciuti al punto da non poterli più tenere nelle case, quindi i genitori dei bambini, per liberarsene, li avrebbero gettati nel water. Successivamente, si sostiene, i coccodrilli sarebbero sopravvissuti e si sarebbero riprodotti nelle fogne, alimentandosi di ratti e rifiuti urbani. La leggenda arrivò ad un livello di popolarità tale che gli operai delle fogne ebbero paura di lavorare. Il libro The World Beneath the City (1959) di Robert Daley racconta che un operaio, durante lo svolgimento del suo lavoro, si ritrovò un grande coccodrillo alle spalle. Il caso provocò settimane di infruttuosa caccia.

### Albinismo e mutazione
Altre versioni suggeriscono che i coccodrilli, nelle fogne, vivendo in completa assenza di luce solare, si sarebbero abituati ed adattati a queste condizioni, modificando le squame e diventando ciechi e albini; gli occhi sarebbero divenuti rossi. Il supposto albinismo comporterebbe un disagio per i coccodrilli, che non potrebbero recarsi al di fuori delle fogne poiché, come tutti gli animali albini, sarebbero molto vulnerabili ai danni causati dalla luce solare, soprattutto i piccoli. Coloro che credono a questa leggenda affermano invece che i presunti coccodrilli albini non uscirebbero mai dalle fogne proprio perché consci delle loro caratteristiche. Non ci sono mai stati, tuttavia, avvistamenti di coccodrilli albini a New York.

## Scetticismo
Ci sono stati avvistamenti recenti di alligatori nelle fognature, ma gli esperti ribadiscono il loro scetticismo con varie argomentazioni.
- La maggior parte degli esperti ritiene che le fogne siano ambienti inospitali per qualsiasi coccodrillo, pertanto i rettili difficilmente potrebbero vivere e riprodursi all'interno di esse.
- Di fronte all'ipotesi che i coccodrilli siano mutati sviluppando l'albinismo e che non si avventurerebbero in superficie di proposito per tale motivo, essendo molto vulnerabili agli effetti dannosi della luce solare, si ritiene che un qualsiasi coccodrillo non potrebbe sopravvivere in luoghi bui per tutto l'arco della vita.
- La maggior parte dei coccodrilli avvistati sono di piccola taglia, pertanto si ritiene possibile la presenza non di coccodrilli o alligatori ma di caimani, oppure di una specie di coccodrillo divenuta piccola per adattarsi alle temperature[10] e alle condizioni sotterranee.

## Nella cultura di massa
La leggenda degli alligatori nelle fogne è ripresa molto spesso nella cultura contemporanea in romanzi, fumetti e film. Tra gli esempi più notevoli il film del 1980 Alligator che, con il suo sequel Alligator II: The Mutation, è interamente basato su di essa; gli alligatori nelle fogne sono citati nei romanzi V. (1963, Thomas Pynchon), in cui il protagonista diventa membro della "Pattuglia Alligatori" di New York, e Nessun dove (1996, Neil Gaiman) e nelle serie televisive Doctor Who e Supernatural. Anche i personaggi di Killer Croc (DC Comics, avversario di Batman) e Lizard (Marvel Comics, antagonista dell'Uomo Ragno) sono basati su questa leggenda, così come Leatherhead, il coccodrillo mutante alleato delle Tartarughe Ninja. Il "coccodrillo bianco delle fogne di New York", soggetto che fa riferimento alla versione della leggenda secondo la quale i coccodrilli sarebbero diventati albini, appare nel quinto episodio della serie A tutto reality - Il tour quando i concorrenti attraversano un tratto fognario della città a bordo di canotti a motore, ed è celebrato anche dal gruppo musicale Elio e le Storie Tese nel testo della loro canzone Mio cuggino. Una citazione compare anche nella canzone Coccodrilli di Samuele Bersani. Ma ancora prima, nel 1978, ci aveva pensato la Premiata Forneria Marconi (P.F.M.) gruppo progressive rock italiano; il brano musicale "Su una mosca e sui dolci" dell'album "Passpartu'",  ha nell'incipit proprio la frase "Strani coccodrilli sono nelle fogne di New York".
Il settimo episodio della serie anime italo-giapponese Bentornato Topo Gigio "Chi ha paura dei coccodrilli?" è incentrato sulla leggenda metropolitana degli alligatori nelle fogne, in quanto nella parte finale dell'episodio i protagonisti incontrano proprio un gigantesco coccodrillo smarrito dal padroncino da cucciolo.